# Liste von Persönlichkeiten der Stadt Nürtingen
Diese Liste enthält
- in Nürtingen geborene Persönlichkeiten,
- Personen die in Nürtingen ihren Wirkungskreis hatten, ohne dort geboren zu sein und
- die Ehrenbürger der Stadt Nürtingen

Die ersten beiden Abschnitte sind jeweils chronologisch nach dem Geburtsjahr sortiert. Die Liste erhebt keinen Anspruch auf Vollständigkeit.

## In Nürtingen geborene Persönlichkeiten

### Bis 1900

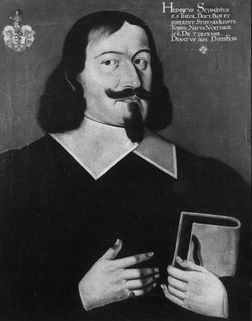
Heinrich Schmid
Eberhard Christoph Canz
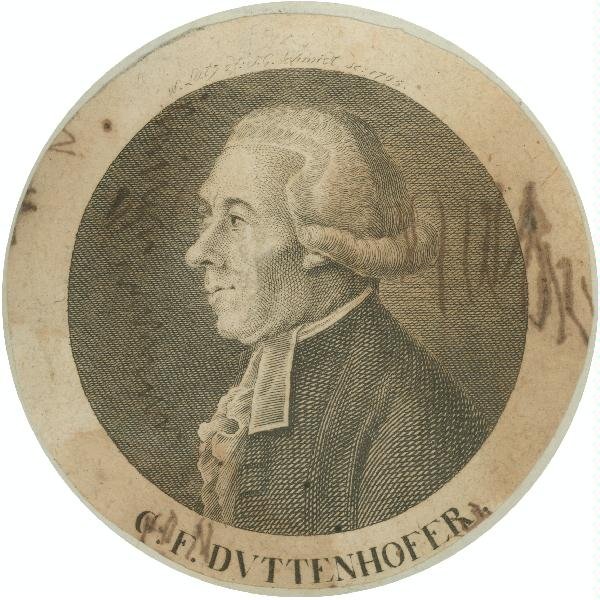
Christian Friedrich Duttenhofer
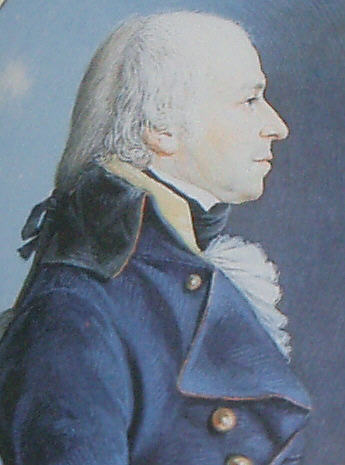
Karl August Friedrich von Duttenhofer
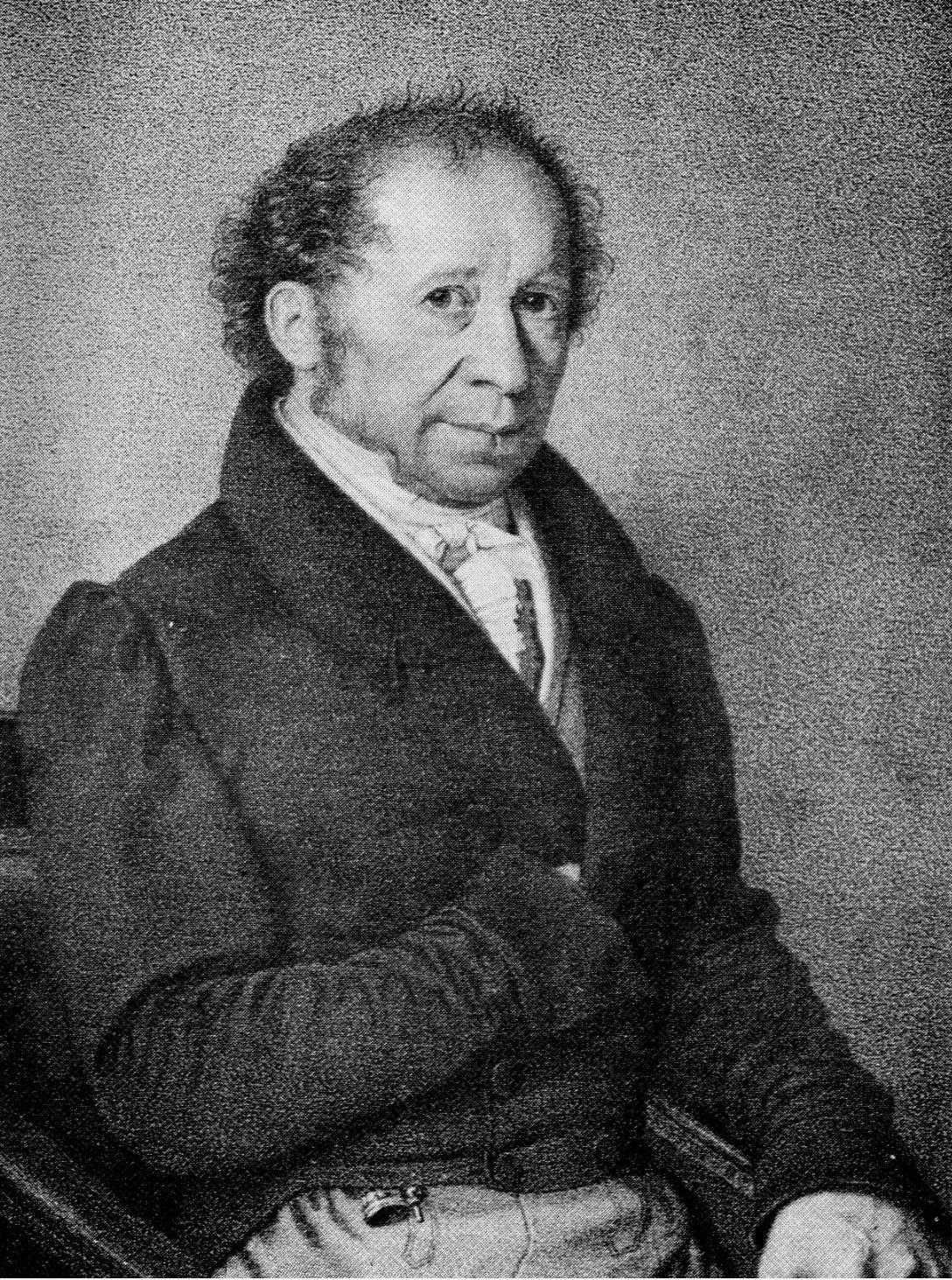
Johann Gottlieb von Süßkind

- Ulrich von Ensingen (1350?–1419), Dombaumeister, mit großer Wahrscheinlichkeit im Stadtteil Oberensingen geboren
- Joseph Hettler (1566–1605), Kanzler der Markgrafschaft Baden-Durlach
- Heinrich Schmid (1611–1653), evangelischer Theologe, Professor und Rektor an der Universität Tübingen
- Johann Jacob Lang (1646–1690), evangelischer Theologe, Kirchenlieddichter
- Eberhard Christoph Canz (1720–1773), Jurist
- Gottlieb Friedrich Wurm (1733–1803), Pfarrer und Lehrer
- Christian Friedrich Duttenhofer (1742–1814), Theologe
- Johann Gottlieb Steeb (1742–1799), Geistlicher und landwirtschaftlicher Schriftsteller
- Gottlieb Jakob Planck (1751–1833), evangelischer Theologe und Kirchenhistoriker, Urgroßvater von Max Planck
- Johann Gottlieb Schott (1751–1813), Theologe, Historiker, Professor und Bibliothekar
- Karl August Friedrich von Duttenhofer (1758–1836), erster beamteter württembergischer Wasserbaumeister
- Johann Friedrich Wurm (1760–1833), Lehrer und Astronom
- Johann Gottlieb Süßkind (1767–1849), Bankier in Augsburg, 1821 in den Freiherrenstand erhoben
- Ludwig Faber (1775–nach 1841), geboren in Oberensingen, Oberamtmann
- Karl Gok (1776–1849), Weinbauexperte und Halbbruder Friedrich Hölderlins
- Nathanael Friedrich von Köstlin (1776–1855), Oberkonsistorialrat und Generalsuperintendent von Tübingen, Landtagsabgeordneter
- Jakob Gottlieb Wurm (1778–1847), geboren in Oberensingen, evangelischer Pfarrer und Professor
- Karl Wilhelm Gottlieb von Köstlin (1785–1854), Ephorus in Bad Urach
- Heinrich von Köstlin (1787–1859), Mediziner und Reformer der klinischen Psychiatrie sowie Mitglied der Schwäbischen Dichterschule
- Julius Friedrich Wurm (1791–1839), evangelischer Theologe und Altphilologe
- August Friedrich von Köstlin (1792–1873), württembergischer Staatsrat und Konsistorialpräsident

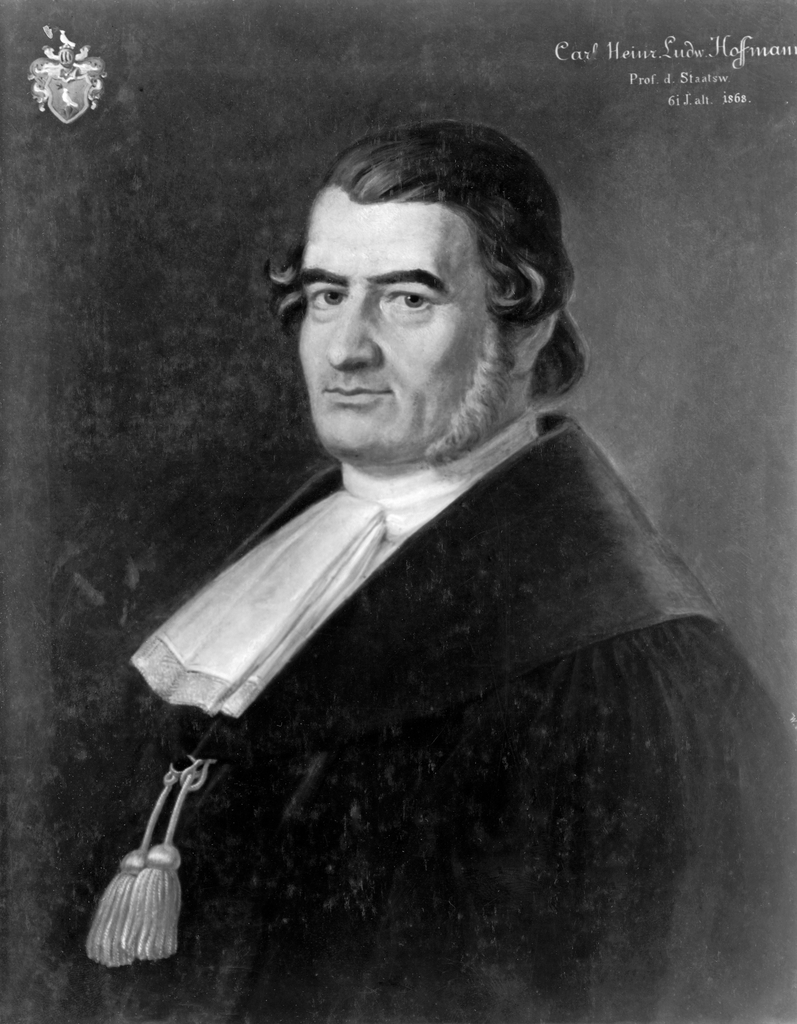
Carl Heinrich Ludwig Hoffmann
Albert Schäffle
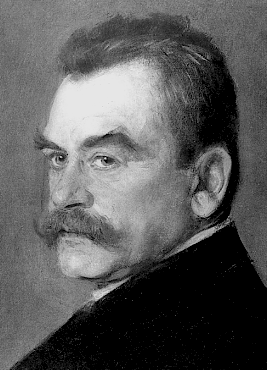
Gustav Siegle
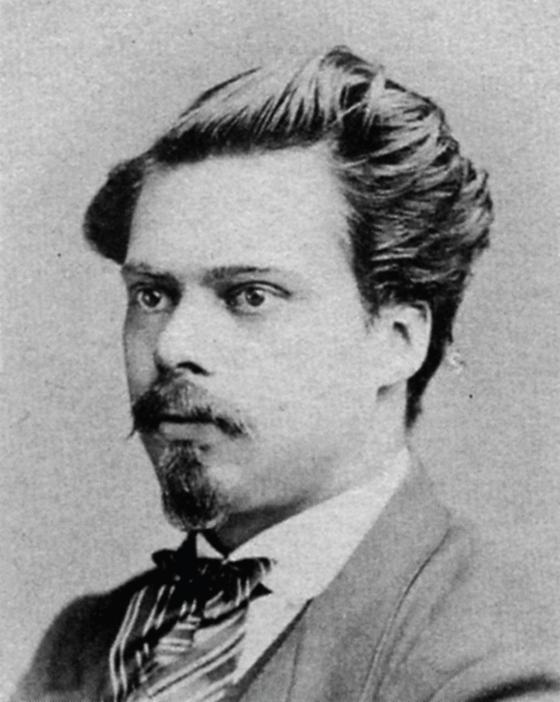
Robert Wiedersheim

- Friedrich Glück (1793–1840), Pfarrer und Komponist, geboren in Nürtingen-Oberensingen
- Carl Heinrich Ludwig Hoffmann (1807–1881), Professor für Finanz-, Polizei- und Verwaltungsrecht
- Hermann Späth (1824–1894), Pfarrer und Autor des protestantischen Liberalismus
- Eduard Bacmeister (1825–1922), württembergischer Oberamtmann
- Ferdinand Wilhelm Schmid (1829–1896), Stadtschultheiß, Landtagsabgeordneter 1882 bis 1888
- Albert Schäffle (1831–1903), Wissenschaftler und Staatsmann
- Friedrich Nübel (1831–1883), Hospitalverwalter und Landtagsabgeordneter 1870 bis 1882
- Eugen Ulmer (1837–1917), Verleger
- Gustav Siegle (1840–1905), Fabrikant, Reichstagsabgeordneter
- Robert Wiedersheim (1848–1923), Mediziner
- Gustav Friedrich Eugen Rümelin (1848–1907), Rechtswissenschaftler
- Ludwig Eisenlohr (1851–1931), Architekt
- Carl Beck (1852–1939), Apotheker, Chemiker und Fossiliensammler
- Wilhelm Eugen Hartmann (1853–1915), Elektrotechniker
- Heinrich Beck (1853–1914), Verleger und Kommerzienrat
- Heinrich Otto (1856–1931), Textilunternehmer und Numismatiker
- Karl Seitz (1856–nach 1907), geboren in Oberensingen, württembergischer Beamter und Oberamtmann
- Otto Umfrid (1857–1920), Theologe
- Karl Gustav Kofler (1866–1924), bayerischer Staatsminister der Finanzen
- August Bopp (1873–1926), Musikschriftsteller und Musikpädagoge
- Adolf Scheef (1874–1944), Oberbürgermeister von Tübingen, Landtags- und Reichstagsabgeordneter
- Karl Fausel (1877–1939), Schreinermeister, Landtagsabgeordneter 1920 bis 1924
- Ernst Bode (1878–1944), Architekt, Baubeamter und Hochschullehrer
- Herbert Maisch (1890–1974), Theaterintendant, Bühnen- und Filmregisseur
- Ludwig Jehle (1899–1960), Schulmeister und Heimatforscher
- Robert Mayer (1899–1975), geboren in Oberensingen, Maler, Grafiker und Bildhauer

### Ab 1901
- Viktor Scheufele (1905–1978), Landrats-Amtsverweser, Landgerichtsrat
- Fritz Ruoff (1906–1986), Maler und Bildhauer
- Ernst Merz (1921–1996), Politiker (CDU)
- Gotthilf Kurz (1923–2010), geboren in Reudern, Buchbinder, Buchkünstler und Grafiker
- Erwin Waldner (1933–2015, jeweils in Neckarhausen), Fußballnationalspieler
- Helmut Heiland (* 1937), Professor an der Gerhard-Mercator-Universität in Duisburg
- Eberhard Schöck (1937–2022), Unternehmer, Bauingenieur und Erfinder
- Bernd Hoss (1939–2016), geboren in Neckarhausen, Fußballtrainer
- Gerhard Knecht (1942–2020), Agrarökonom und Hochschullehrer
- Dieter König (* 1946), Schriftsteller, Journalist, Herausgeber und Verleger
- Friedrich Kurz (* 1948), Musical-Produzent
- Manfred Cierpka (1950–2017), Facharzt für Psychotherapeutische Medizin, Psychoanalytiker
- Klaus Feßmann (* 1951), Pianist, Komponist und Klangkünstler
- Bernhard Kurz (* 1951), Musikproduzent
- Fritz Schilling (* 1951), Koch, mit zwei Sternen im Guide Michelin ausgezeichnet
- Willi Diez (* 1953), Wirtschaftswissenschaftler
- Pit Heltmann (* 1958), Diplomat
- Joachim Wissler (* 1963), Koch
- Klaus Just (* 1964), ehemaliger Leichtathlet
- Alois Schwartz (* 1967), Fußballspieler und -trainer
- Claus Vogt (* 1969), Präsident des VfB Stuttgart
- Andreas Broß (* 1971), Fußballspieler und -trainer
- Petra Papke (* 1974), Fernsehmoderatorin
- Thomas Brdaric (* 1975), ehemaliger Fußballspieler
- Wolf Henzler (* 1975), Automobilrennfahrer
- Andreas Deuschle (* 1978), Politiker (CDU), Landtagsabgeordneter
- Alessandro Di Martile (* 1979), italienischer Fußballspieler
- Jennifer Frank (* 1979), Schauspielerin, Synchronsprecherin und Theaterregisseurin
- Andreas Schwarz (* 1979), Politiker (Bündnis 90/Die Grünen), Landtagsabgeordneter
- Heike Gnida (* 1980), Filmeditorin
- Marielle Bohm (* 1981), Handballspielerin
- Sebastian Schuster (* 1982), Jazz- und Weltmusiker
- Annika Strauss (* 1984), Schauspielerin, Schriftstellerin und Drehbuchautorin
- Christian Gentner (* 1985), Fußballspieler
- Matthias Hiller (* 1985), Bundestagsabgeordneter
- Carina Enoch (* 1987), Fußballspielerin
- Dominic Maroh (* 1987), Fußballspieler
- Thomas Sauerborn (* 1987), Jazzmusiker
- Alexander Steireif (* 1988), Unternehmer
- Markus Schlichter (* 1988), Tischtennisspieler
- Matthias Jaissle (* 1988), Fußballspieler und -trainer
- Thomas Gentner (* 1988), Fußballspieler
- Nadine Enoch (* 1989), Fußballspielerin
- Daniel Didavi (* 1990), Fußballspieler
- Sebastian Seidl (* 1990), Judoka
- Denis Grgić (* 1991), kroatischer Fußballtorwart
- Carolina López Moreno (* 1991), Opernsängerin bolivianisch-albanischer Abstammung
- Pascal Breier (* 1992), Fußballspieler
- Daniel Lindenschmid (* 1992), Politiker (AfD), Landtagsabgeordneter
- Kristin Steffen (* 1992), Schauspielerin
- Dang Qiu (* 1996), Tischtennis-Nationalspieler
- Florian Kleinhansl (* 2000), Fußballspieler
- Florian Baumann (* 2001) Begleitläufer der deutschen Para-Ski-nordisch-Olympiasiegerin und Weltmeisterin Linn Kazmaier
- Noah Ganaus (* 2001), Fußballspieler
- Alexandre Azevedo (* 2005), deutsch-portugiesischer Fußballspieler
- Marko Mladenović (* 2005), deutsch-serbischer Fußballspieler
- Jan-Carlo Simić (* 2005), deutsch-serbischer Fußballspieler
- Linn Kazmaier (* 2006), Ski-Langläuferin

## Persönlichkeiten, die in Nürtingen gewirkt haben oder wirken

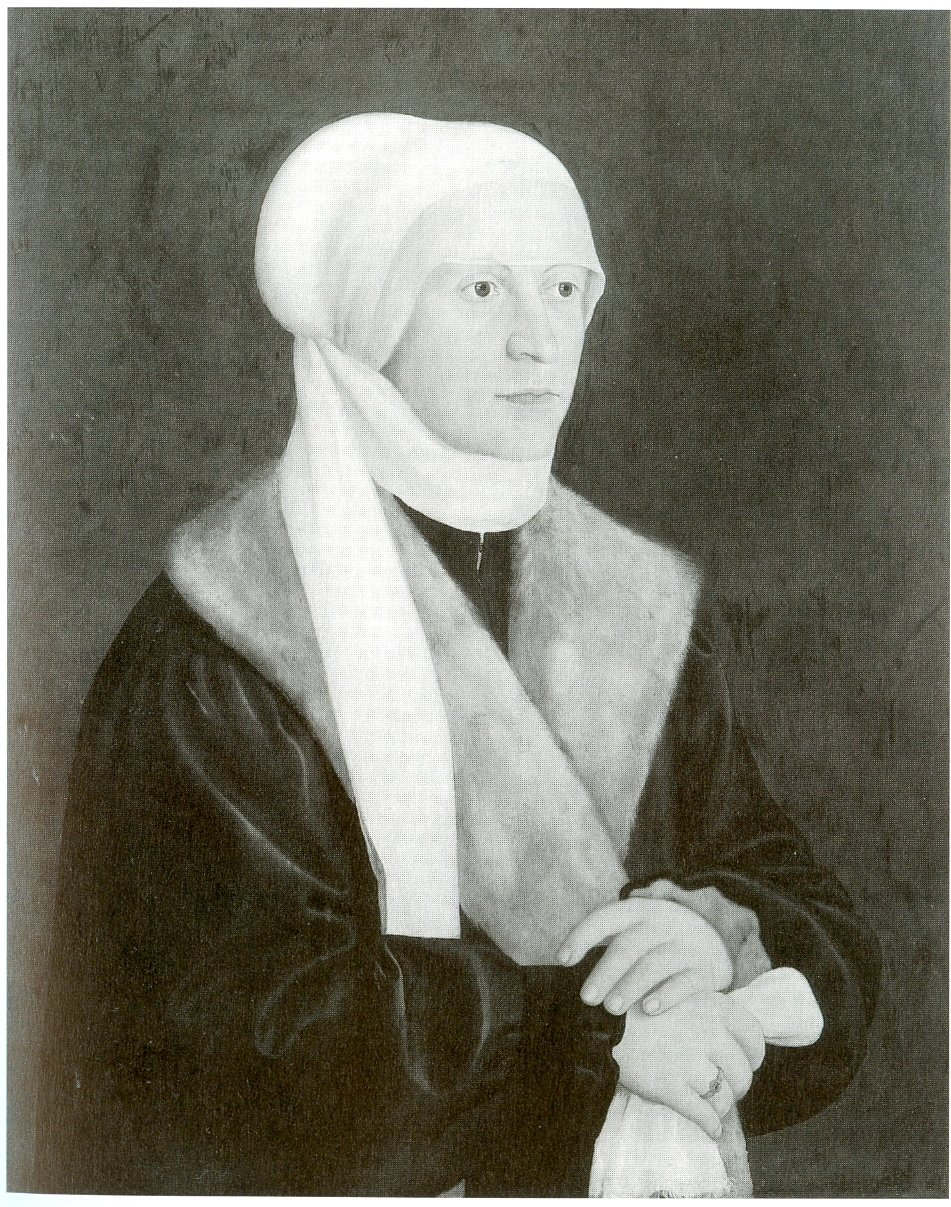
Sabina von Bayern
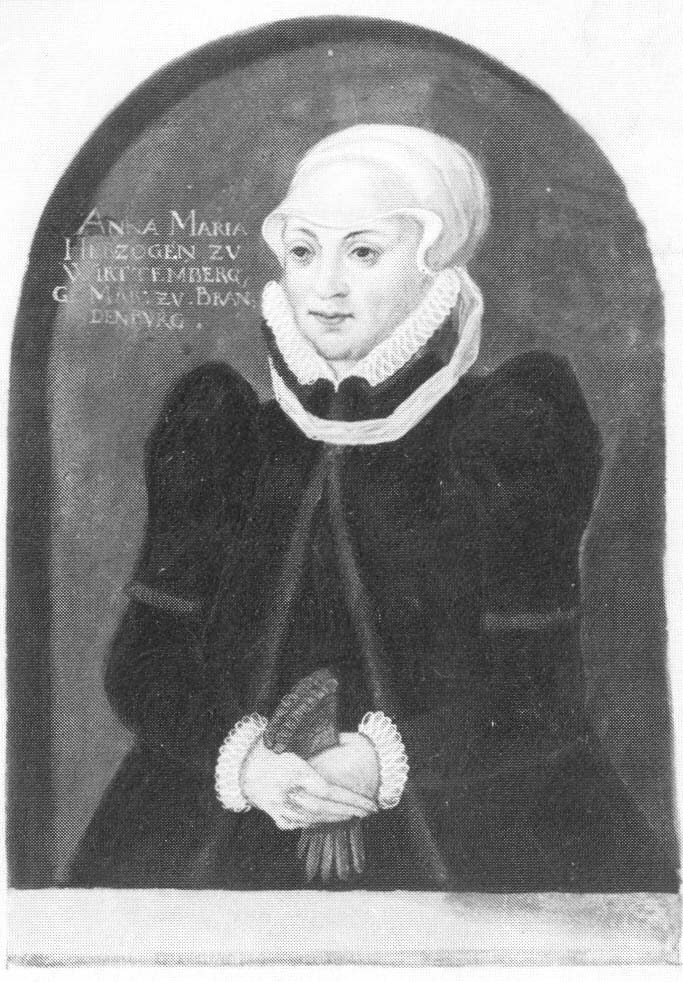
Anna Maria von Brandenburg-Ansbach
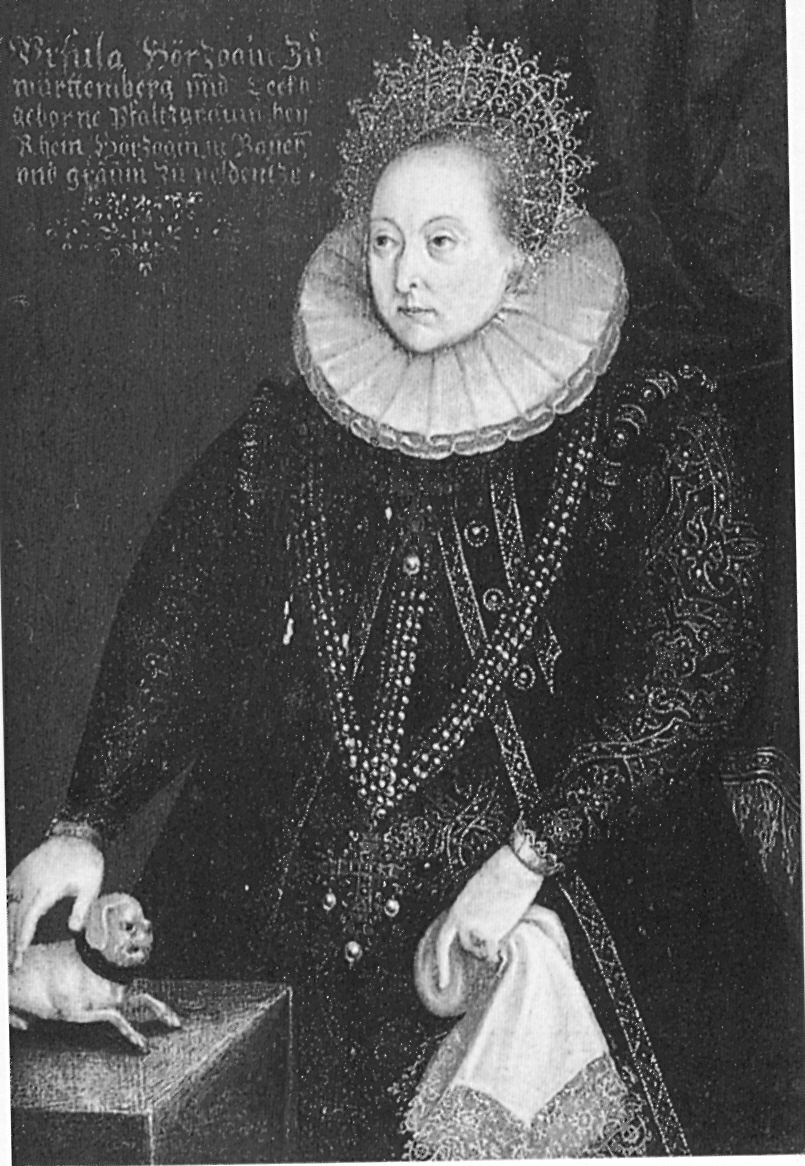
Ursula von Pfalz-Veldenz-Lützelstein
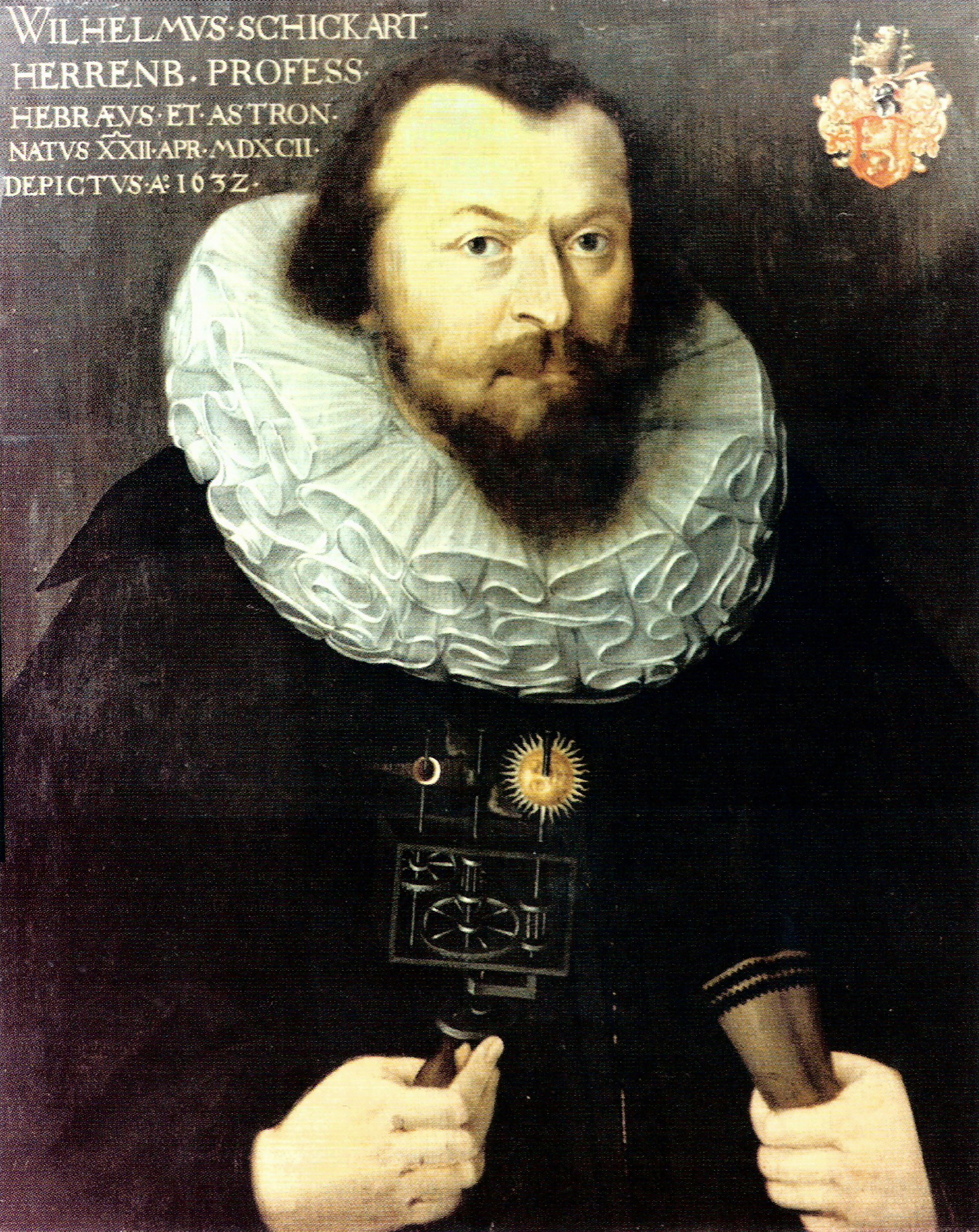
Wilhelm Schickard

Berühmte Personen, die einen Teil ihres Lebens in Nürtingen verbracht haben, ohne hier geboren zu sein:
- Henriette von Mömpelgard, (zwischen 1384 und 1391–1444), Gräfin von Württemberg, Witwe von Graf Eberhard IV., lebte von 1426 bis 1442 in Nürtingen.
- Elisabeth von Brandenburg (1451–1524), Herzogin von Württemberg, Witwe von Herzog Eberhard II., lebte ab 1499 bis zu ihrem Tod in Nürtingen.
- Sabina von Bayern (1492–1564), Herzogin von Württemberg, Witwe von Herzog Ulrich von Württemberg, lebte ab 1551 bis zu ihrem Tod in Nürtingen.
- Anna Maria von Brandenburg-Ansbach (1526–1589), Herzogin von Württemberg, Witwe von Herzog Christoph von Württemberg (1515–1568), lebte nach dem Tod ihres Mannes 20 Jahre im Nürtinger Schloss.
- Ursula von Pfalz-Veldenz-Lützelstein (1572–1635), Herzogin von Württemberg, Witwe von Herzog Ludwig von Württemberg, lebte 42 Jahre im Nürtinger Schloss.
- Wilhelm Schickard (1592–1635), erster Konstrukteur einer mechanischen Rechenmaschine, wirkte ab 1614 nach Abschluss seines Studiums als evangelischer Diakon in Nürtingen.
- Jakob Friedrich Duttenhofer (1697–1769), Bürger- und Spitalmeister, vertrat Nürtingen im Landesparlament in Stuttgart.
- Johann Adam Groß der Ältere (1697–1757), herzoglicher Architekt und Landbaumeister unter Carl Eugen von Württemberg.
- Immanuel Gottlob Brastberger (1716–1764), war Dekan in Nürtingen und starb hier auch.
- Jakob Friedrich Klemm (1733–1793), Theologe; war 1782–1793 Dekan und Erster Stadtpfarrer in Nürtingen; er gründete 1783 die erste württembergische Realschule in Nürtingen.
- Christian Friedrich von Jäger (1739–1808), Leibarzt von Herzog Carl Eugen von Württemberg, wuchs in Nürtingen als Sohn des Oberamtsphysikus Georg Friedrich Jäger auf.

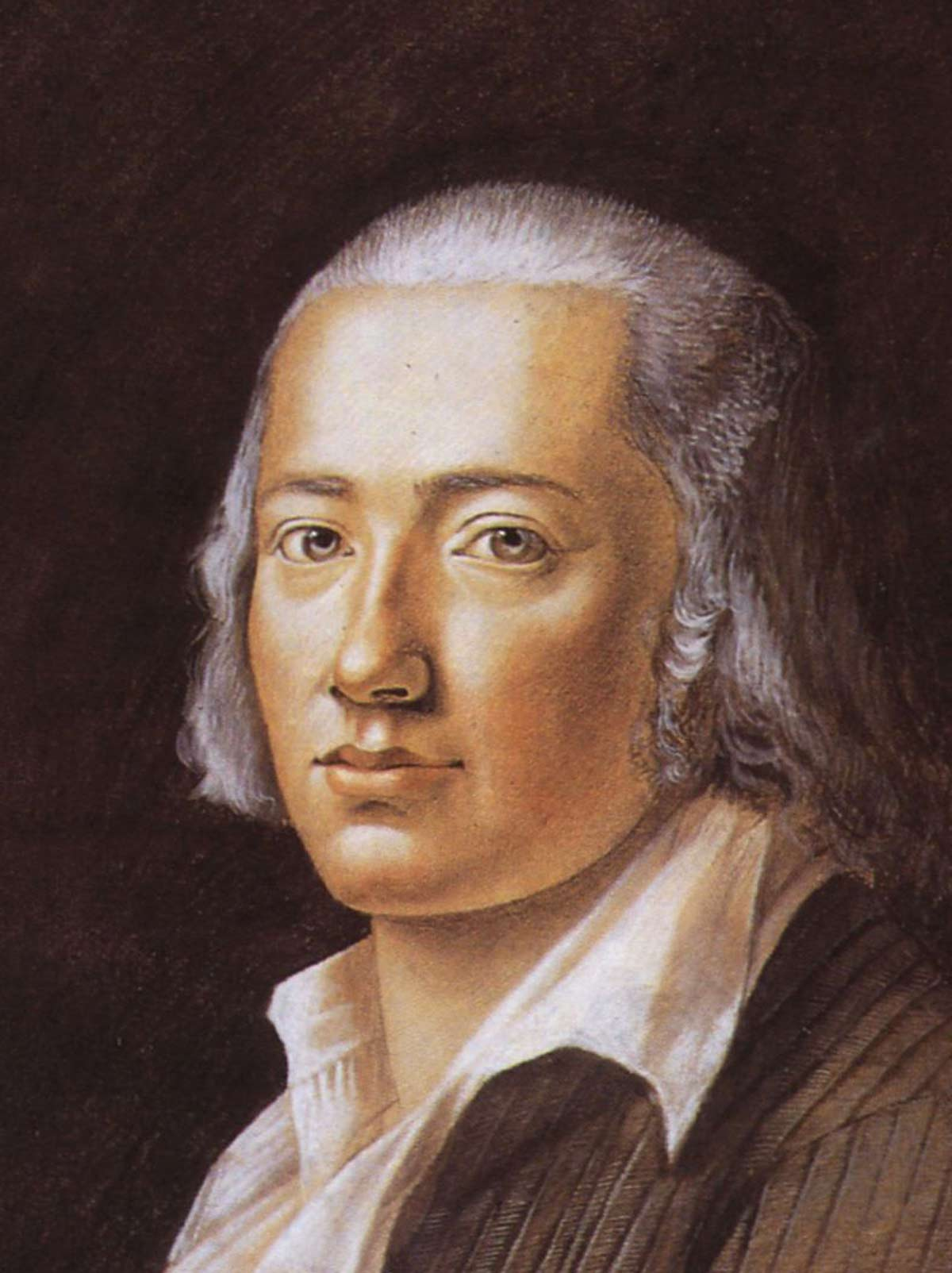
Friedrich Hölderlin
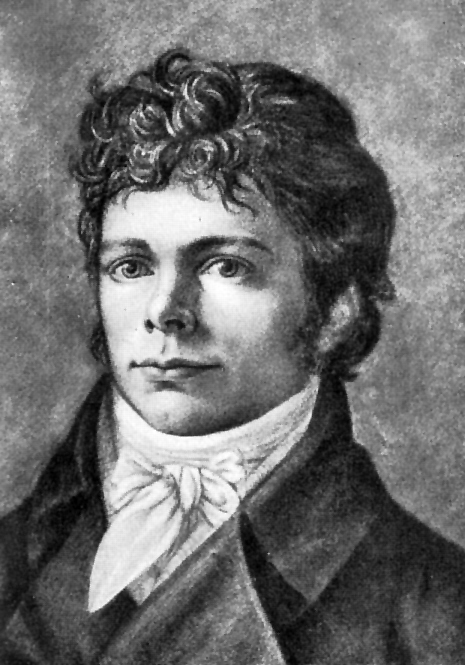
Friedrich Schelling
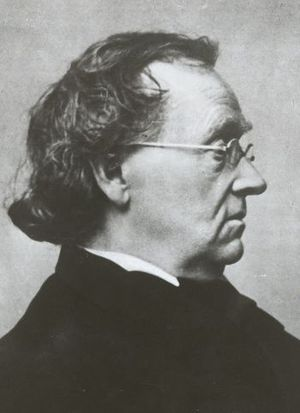
Eduard Mörike
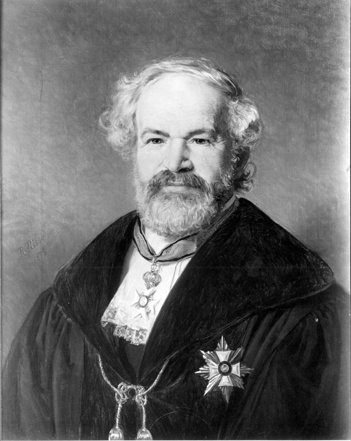
Gustav von Rümelin

- Friedrich Hölderlin (1770–1843), Lyriker; verbrachte als Stiefsohn des Nürtinger Bürgermeisters Johann Christoph Gock seine Kindheit und Jugend in Nürtingen und besuchte die Nürtinger Lateinschule.
- Friedrich Schelling (1775–1854), Philosoph; besuchte in Nürtingen die Lateinschule.
- Friedrich Wilhelm von Fischer (1779–1836) war von 1824 bis 1836 Oberamtmann in Nürtingen und von 1819 bis 1825 Landtagsabgeordneter.
- Eduard Mörike (1804–1875), Lyriker und Pfarrer; war als Vikar auf verschiedenen Stellen in der Gegend um Nürtingen tätig und wohnte einige Zeit in der Stadt.
- Gustav von Rümelin (1815–1889), Pädagoge und Politiker, Rektor der Nürtinger Lateinschule, Abgeordneter in der Frankfurter Nationalversammlung, Kanzler der Universität Tübingen, Landtagsabgeordneter
- Adam Friedrich Gabler (1834–1915), Bauunternehmer, Landtagsabgeordneter von 1889 bis 1906.
- Julius Kornbeck (1839–1920), Professor, Landschaftsmaler; wohnte und arbeitete von 1887 bis 1920 in seinem Schlösschen in Nürtingen-Oberensingen.
- Albert von Melchior (1844–1913), württembergischer Fabrikant
- Gottlob Eitle (1854–1881), Präzeptoratsverweser, Lehrer und sozialistischer Publizist
- Hermann Planck (1869–1913), Bezirksnotar und sozialistischer Publizist
- Jakob Kocher (1871–1944), Lehrer, Heimatforscher, Ordner von Urkunden der Stadt, Verfasser eines bedeutenden Geschichtswerkes der Stadt.
- Anna Haag (1888–1982), Schriftstellerin, Pazifistin, Politikerin und Frauenrechtlerin. Sie lebte mehrere Jahre in Nürtingen.
- Max Rehm (1896–1992), Jurist und Historiker, er lebte und starb in Nürtingen
- Hugo Barth (1903–1976), Zehnkämpfer und Hürdenläufer, er lebte und starb in Nürtingen
- Johannes Knecht (1904–1990), war Gründungsdirektor (1949–1967) der Höheren Landbauschule / Ingenieurschule Nürtingen, die sich inzwischen zur Hochschule HfWU entwickelt hat.
- Ottomar Domnick (1907–1989), Arzt, Kunstsammler und Regisseur; begründete die Kunstsammlung Domnick auf der Oberensinger Höhe.
- Otto Kübler (1907–1992), Heimat- und Tiermaler, er lebte 50 Jahre in Nürtingen.
- Ingo Herzog (1913–1980), 1956–1978 Chefredakteur der Nürtinger Zeitung
- Walter Staffa (1917–2011), Vertriebenenfunktionär, war Fraktionsführer einer freien Wählervereinigung im Nürtinger Stadtrat.
- Hans Binder (1924–2005), Realschullehrer und Höhlenforscher, Kulturreferent
- Klaus Harpprecht (1927–2016), Journalist und Buchautor
- Hans-Otto Schwarz (1929–2011), Landtagsabgeordneter, Wirtschaftsminister von Baden-Württemberg; wohnte viele Jahre in Nürtingen-Oberensingen.
- Alexander Pflum (1930–2012), Fußballspieler, Gastwirt und Kommunalpolitiker

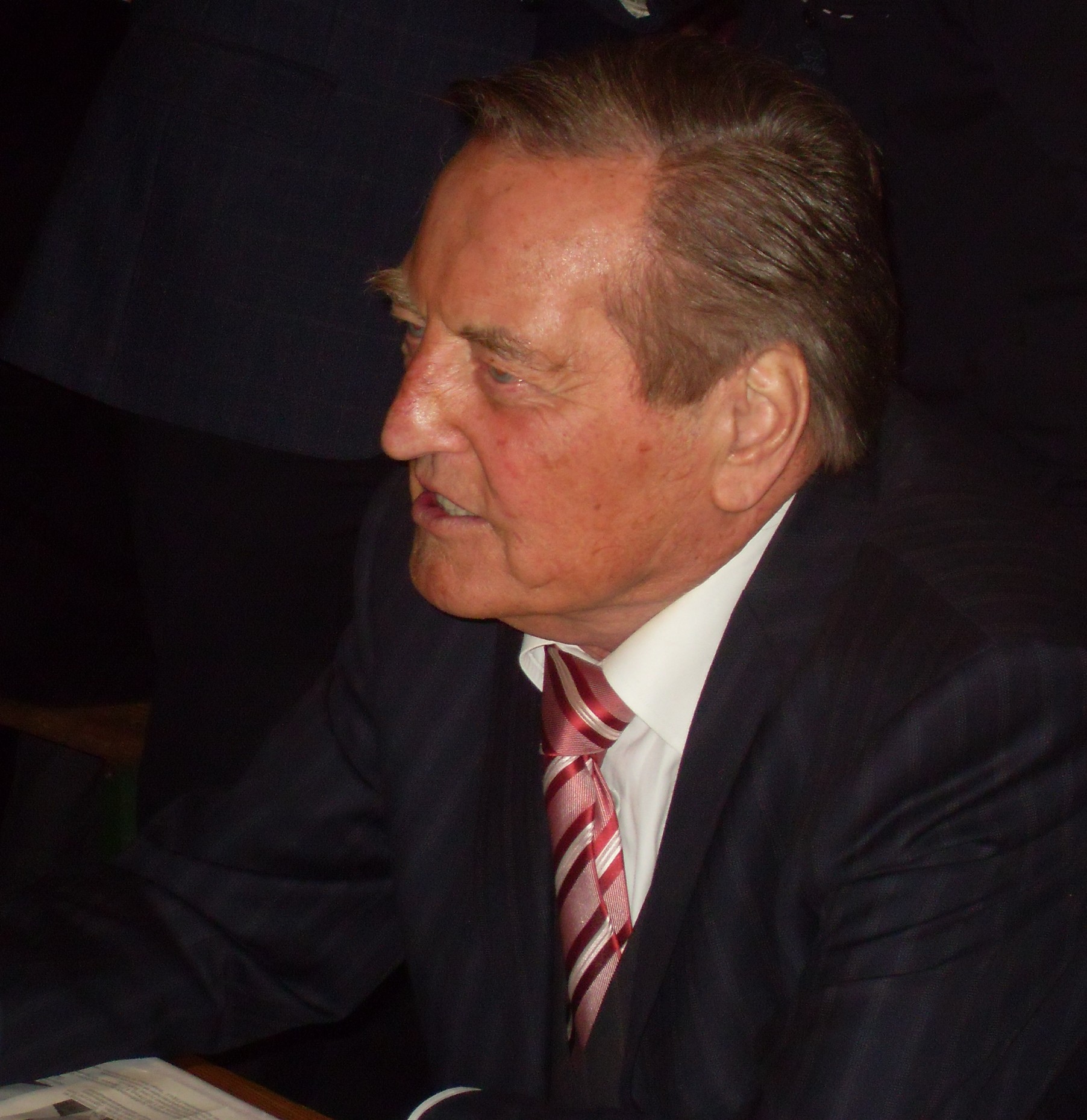
Gerhard Mayer-Vorfelder
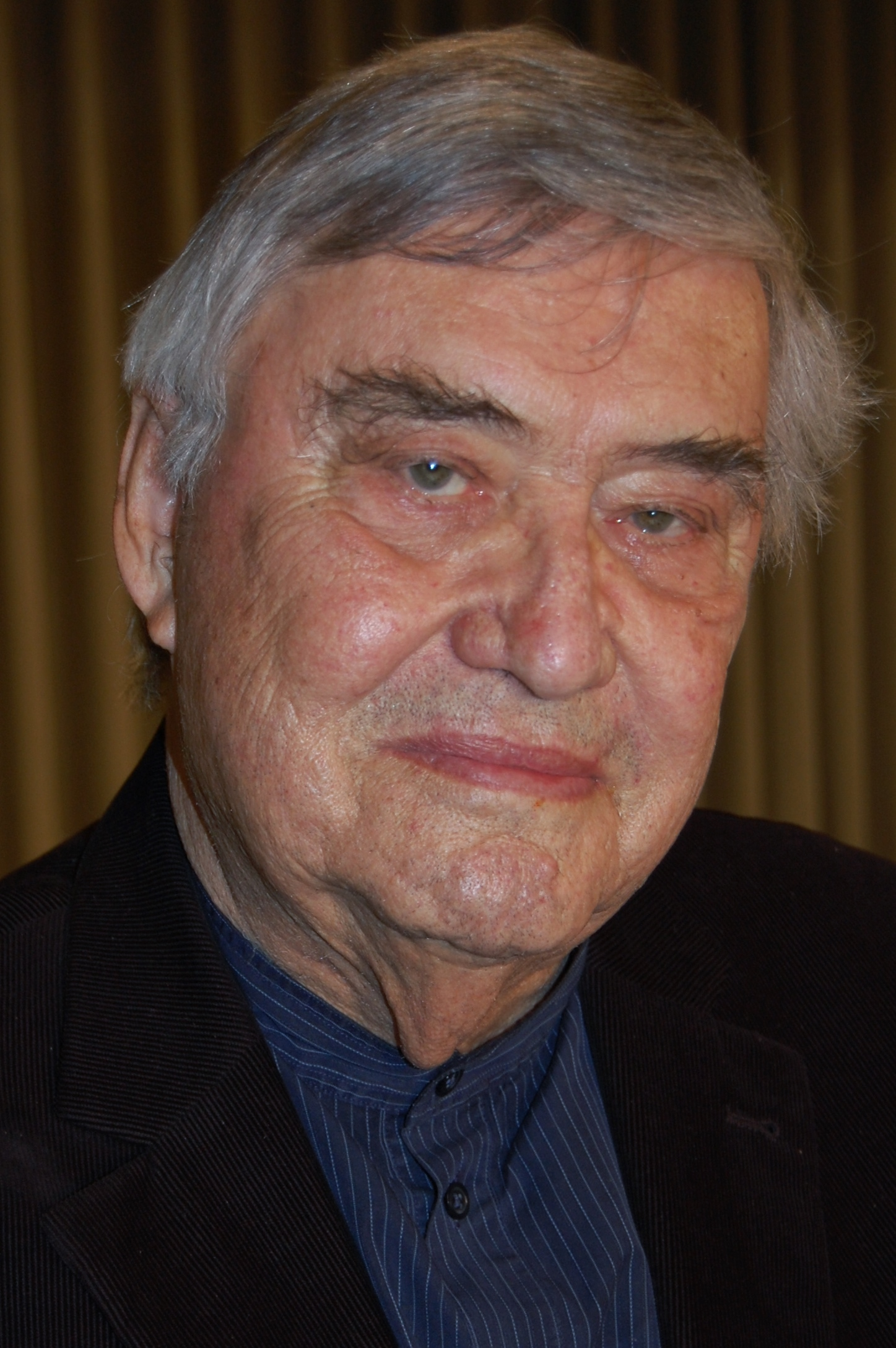
Peter Härtling
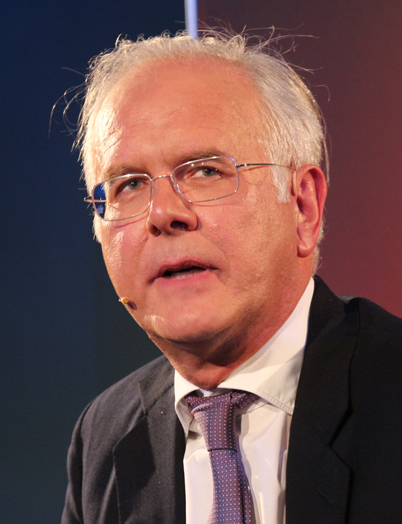
Harald Schmidt
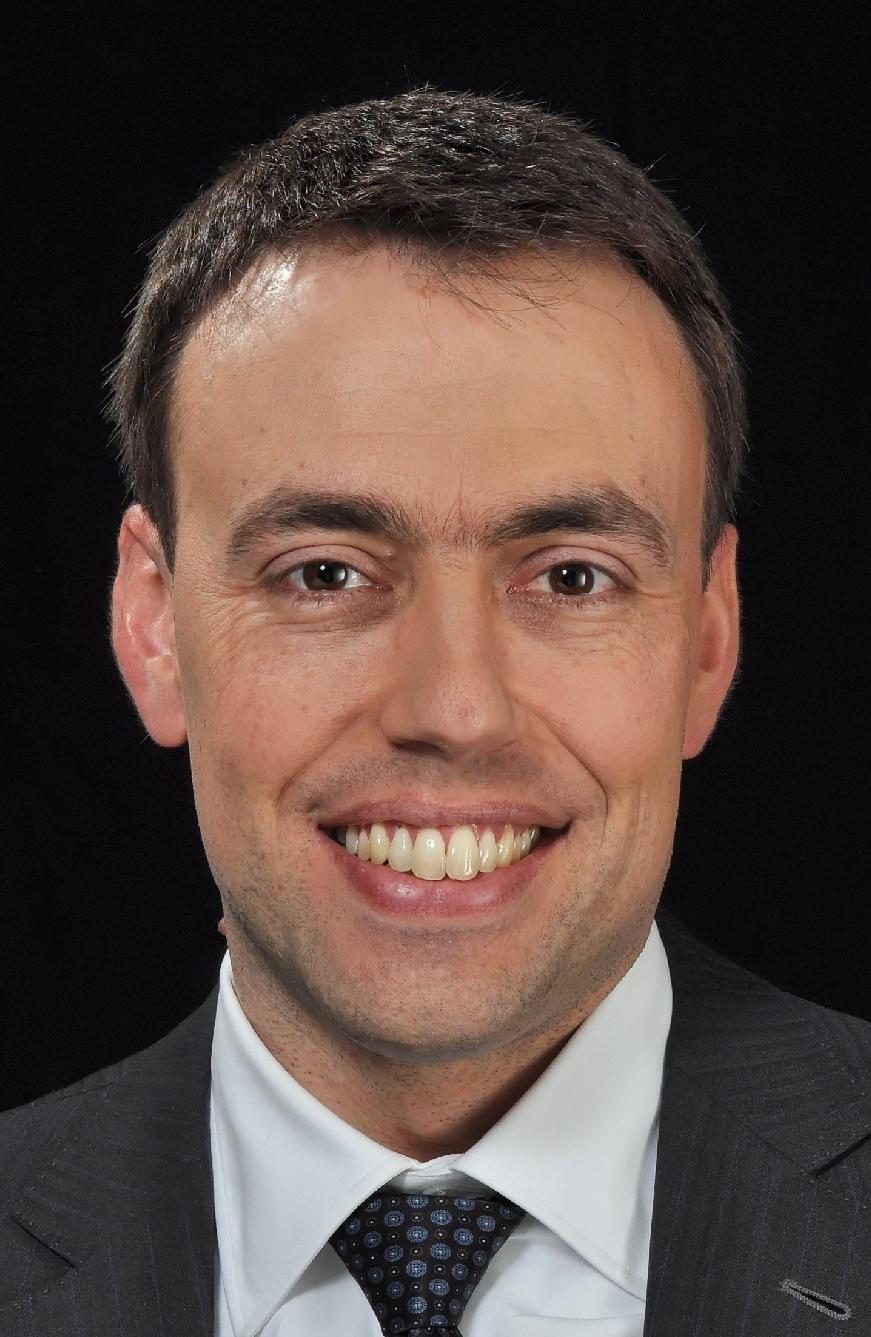
Nils Schmid

- Gerhard Mayer-Vorfelder (1933–2015), Politiker (CDU) und Sportfunktionär; begann seine berufliche Laufbahn als Referent am Landratsamt Nürtingen.
- Peter Härtling (1933–2017), Schriftsteller; verbrachte seine Jugend in Nürtingen und besuchte hier das Gymnasium; seit Oktober 2004 zehnter Ehrenbürger.
- Rolf Kosiek (1934–2023), Publizist, Politiker (NPD), Multifunktionär der rechten Szene
- Egon Eigenthaler (* 1938 in Plochingen), Werbegrafiker, Politiker (Republikaner), 1996–2001 Landtagsabgeordneter, wohnt in Nürtingen
- Ulrich Brixner (1941–2009), Manager im genossenschaftlichen Finanzverbund; verbrachte seine Kindheit und Jugend in Nürtingen.
- Herbert Henzler (* 1941), Wirtschaftsprofessor und Unternehmensberater; verbrachte seine Kindheit und Schulzeit in Neckarhausen.
- Gerhard Knecht (1942–2020), Agrarökonom, Hochschullehrer und Prorektor an der HfWU
- Helmut Rau (* 1950), Politiker (CDU), Landtagsabgeordneter, war von Oktober 2005 bis Februar 2010 Kultusminister und dann bis Mai 2011 Minister im Staatsministerium von Baden-Württemberg; wuchs in Nürtingen auf und machte am Max-Planck-Gymnasium sein Abitur.
- Otmar Heirich (* 1951), Oberbürgermeister von 2003 bis 2019
- Martin Umbach (* 1956), Schauspieler und Synchronsprecher; verbrachte seine Kindheit in Nürtingen.
- Herbert Briem (* 1957) ist ein ehemaliger Fußballspieler und -trainer. Er lebt in Nürtingen.
- Harald Schmidt (* 1957), Kabarettist, Schauspieler und Fernsehentertainer; verbrachte Kindheit und Jugend in Nürtingen, besuchte das Nürtinger Hölderlin-Gymnasium und war Organist der katholischen Kirchengemeinde Nürtingen-Frickenhausen.
- Wolfgang Schöllkopf (1958–2024), evangelischer Pfarrer in Nürtingen und Kirchenhistoriker
- Guido Wolf (* 1961), Jurist und Politiker (CDU), Präsident des Landtages von Baden-Württemberg, CDU-Spitzenkandidat für die Landtagswahl 2016. Von 1996 bis 2002 Erster Bürgermeister der Stadt Nürtingen.
- Nils Schmid (* 1973), Jurist und Politiker (SPD), Minister für Finanzen und Wirtschaft, stellvertretender Ministerpräsident. Er ist in Nürtingen aufgewachsen.
- Wolff-Christoph Fuss (* 1976), Fußballkommentator, verbrachte Kindheit und Jugend in Nürtingen, besuchte das Nürtinger Hölderlin-Gymnasium
- Felix Tausch (* 1976), Richter, wuchs in Neckarhausen auf und war später Mitglied des Nürtinger Gemeinderats
- Stefan Schumacher (* 1981), Radrennfahrer, Dritter bei der Weltmeisterschaft 2007, zweifacher Etappensieger bei der Tour de France 2008. Er lebt in Nürtingen.
- Mosenu, (* 1993) Rapper, Musikproduzent, Songwriter
- Ricarda Lang (* 1994), Politikerin, wuchs in Nürtingen auf

## Die Ehrenbürger von Nürtingen
Die Ehrenbürgerwürde ist die höchste kommunale Auszeichnung der Stadt Nürtingen. Bislang wurden zehn Personen zu Ehrenbürgern ernannt. Ausgenommen sind Verleihungen im Dritten Reich.
Hinweis: Die Auflistung erfolgt chronologisch nach Datum der Zuerkennung.

Theodor Eisenlohr

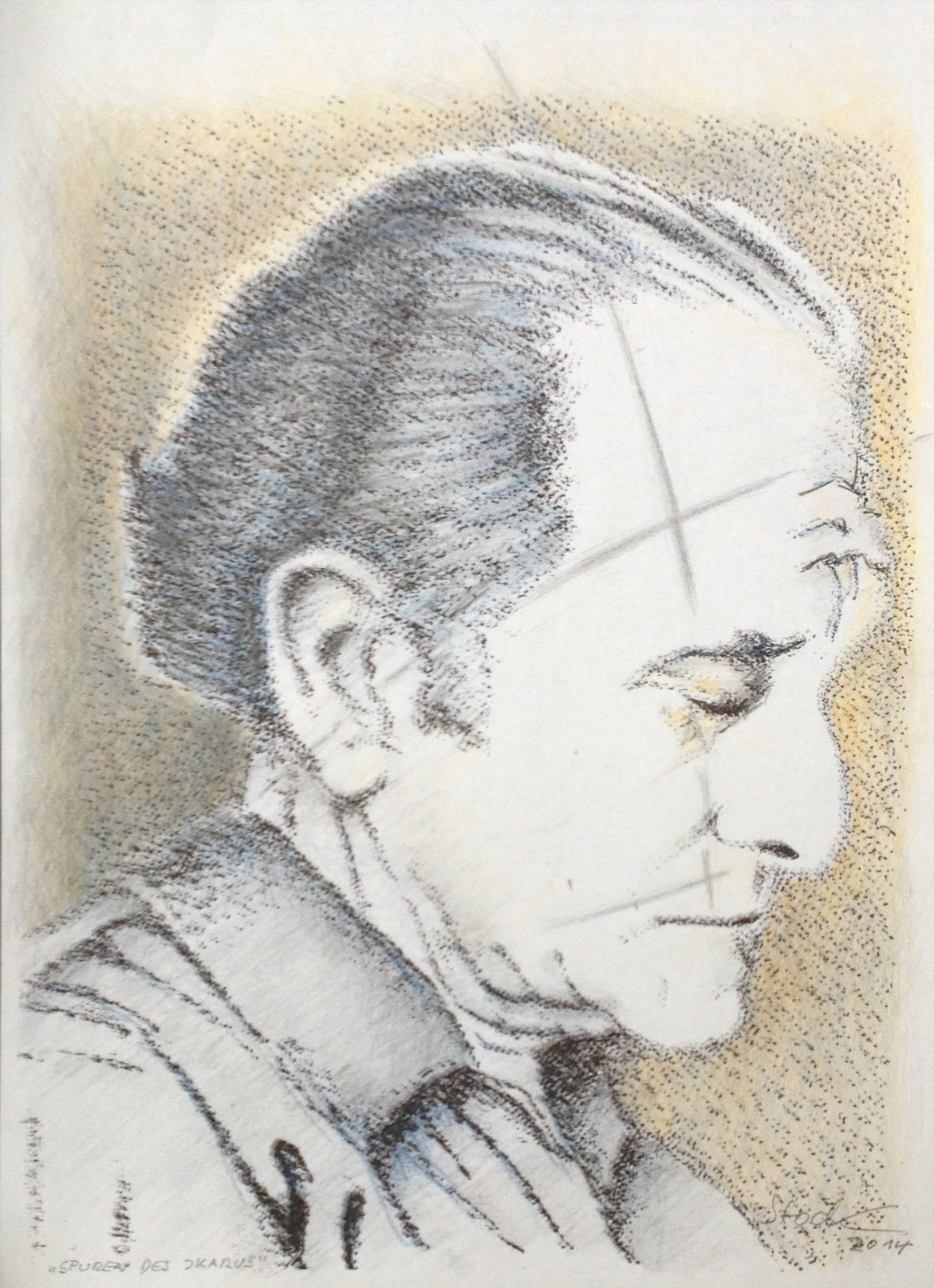
Fritz Ruoff

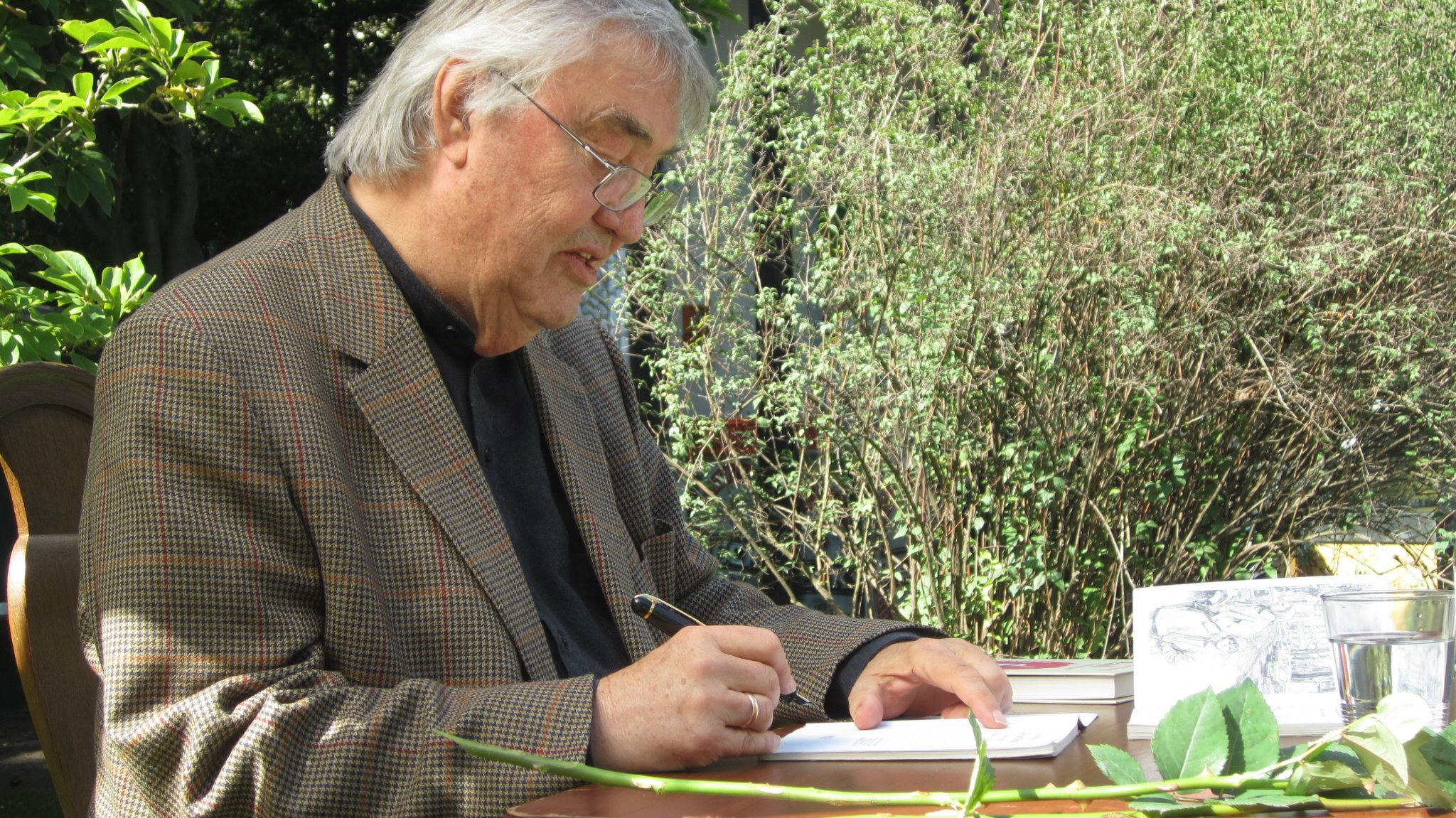
Peter Härtling

1. Theodor Eisenlohr (* 30. April 1805 in Herrenberg; † 31. August 1869 in Zürich)
Rektor des Lehrerseminars
Verleihung 1868
2. Matthäus Baur
Stadtschultheiß
Verleihung 1930
3. Hermann Weilenmann
Bürgermeister
Verleihung 1948
4. Robert Reiner
Industrieller in den USA
Verleihung 1949
5. August Pfänder
Bürgermeister
Verleihung 1959
6. Paul Jordery
Bürgermeister der Partnerstadt Oullins
Verleihung 1966
7. Walter Rauch
Fabrikant, Mitgründer der Firma Metabo
Verleihung 1970
8. Karl Gonser (* 1914 in Tailfingen; † 1991 in Nürtingen)
Oberbürgermeister
Verleihung 1979
9. Fritz Ruoff (* 31. Dezember 1906 in Nürtingen; † 5. Oktober 1986 ebenda)
Maler und Bildhauer
Verleihung 1986
10. Peter Härtling (* 13. November 1933 in Chemnitz; † 10. Juli 2017 in Rüsselsheim)
Schriftsteller und Journalist
Verleihung 2004